# En avant Astérix
En avant Astérix est une émission de télévision pour la jeunesse, présentée par Éric Galliano et diffusée en France du 14 mars 1990 au 20 juin 1990 sur Antenne 2.

## Concept
Sur le modèle de Disney Parade, En avant Astérix met en scène l'univers d'Uderzo avec des extraits des longs-métrages d'animation, des séquences tournées dans le Parc Astérix et la diffusion d'un dessin animé régulier pour fidéliser le jeune téléspectateur.

## Séquences
L'émission est composée de plusieurs séquences :
- Le jeu collectif : deux équipes d'enfants doivent répondre à des questions sur Astérix, en s'aidant des albums mis à leur disposition.
- Le Chemin d'Astérix : deux candidats, l'un après l'autre doivent effectuer un parcours dans le Parc d'Astérix et subir un certain nombre d'épreuves.
- Le Combat des chefs : questions posées aux enfants.
- Les grands moments d'Astérix : extrait d'un dessin animé.
- Le Journal d'Astérix : explications sur la façon dont est réalisé un dessin animé.
- La Bataille de Gergovie : tir à l'arbalette.

## Dessin animé diffusé
- Le Livre de la jungle

## Générique
Le générique est interprété par un groupe d'enfants surnommés « Les Petits Gaulois », dirigé par Jean Amoureux. Les paroles sont de Claude Lemesle et la musique de Gérard Calvi.